# Котинга вилохвоста
Котинга вилохвоста (Phibalura flavirostris) — вид горобцеподібних птахів родини котингових (Cotingidae).

## Розповсюдження
Вид поширений в південно-східній Бразилії, північно-східній Аргентині та східному Парагваї. Віддає перевагу лісовим кордонам, частково або злегка лісистим територіям, галявинам і садам з розрізненими деревами (де він часто гніздиться), від рівня моря до 2000 м. Влітку гніздиться у горах, а взимку спускається в низовину.

## Опис
Його довжина становить від 21 до 22 см. У самця голова чорнувата з блакитним блиском, з червоною плямою на маківці, рожевим навколоочним кільцем і нечіткою коричнево-сірою надбрівною смугою; горло і щоки золотисто-жовті; біла лінія за вушними чашками з'єднується з білою грудкою, яка має чорні смуги; решта нижньої частини жовте, яскраве підхвістя з кількома темними смугами; верх жовтувато-оливковий з густими чорнуватими смугами, більш щільними на потилиці; крила чорнуваті зі світло-сірими плямами; хвіст довгий і роздвоєний, чорнуватий з основою зовнішнього прямокутника оливкового кольору, часто розділеного у формі «V». Самиця сіріша на голові, менш біла на шиї, з більш оливковими крилами та коротшим хвостом.

## Спосіб життя
Харчується фруктами (в основному ягодами омели) і комахами. Будує гнізда на дереві з мохом, як правило, невеликими колоніями. Гнізда на різних деревах, віддалених менш ніж на 100 м одне від одного. Самиця відкладає одне або два яйця, і обоє батьків піклуються про дитинчат.